# Thelypodium flexuosum
Thelypodium flexuosum är en korsblommig växtart som beskrevs av Benjamin Lincoln Robinson. Thelypodium flexuosum ingår i släktet Thelypodium och familjen korsblommiga växter. Inga underarter finns listade i Catalogue of Life.